# FC Arthurlie
Der Arthurlie Football Club ist ein schottischer Fußballverein aus Barrhead.

## Geschichte
Der FC Arthurlie wurde 1874 gegründet. Nachdem die Mannschaft bereits mehrfach am Scottish FA Cup teilgenommen und zeitweise in der Scottish Football Alliance gespielt hatte, wurde sie 1901 in die Scottish Football League aufgenommen, wo sie in der Division Two antrat. Bis zur Spielzeit 1914/15 spielte sie in der Spielklasse, ehe wegen des Ersten Weltkrieges der Spielbetrieb eingestellt wurde. Nach Kriegsende trat der Klub in der 1923 geschaffenen Division Three an, als deren erster Meister er die Rückkehr in die zweite Liga schaffte. Hier spielte er noch bis zur Spielzeit 1928/29, aufgrund finanzieller Probleme zog sich der Klub anschließend vom Spielbetrieb zurück. 
Später trat der FC Arthurlie im von der Scottish Junior Football Association organisierten regionalen Amateurbereich an, wo die Mannschaft zeitweise in der höchsten Spielklasse vertreten war und zweimal den Pokalwettbewerb gewinnen konnte. 